# Șoimari
Șoimari es una comuna ubicada en el distrito de Prahova, Rumania.

## Superficie
Posee una superficie de 38,32 kilómetros cuadrados.

## Demografía
Hasta 2021 la población era de 2611 habitantes, con una densidad de población de 68,14 habitantes por kilómetro cuadrado.